# Francisco Venegas

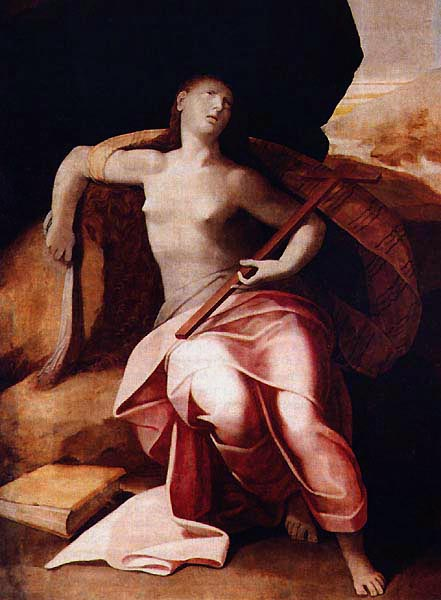
Francisco Venegas: Santa Maria Madalena na Igreja da Graça de Lisboa.

Francisco Venegas foi um pintor andaluz activo em Portugal no último quarto do século XVI. Foi um dos mais notáveis pintores maneiristas em actividade no país no período.
Venegas nasceu em Sevilha, por volta do ano de 1525, tendo exercido a arte da ourivesaria antes de tornar-se pintor. Em Espanha foi aluno de Luís de Vargas, e passou um período indeterminado em Roma, onde pode observar a arte maneirista italiana da época, como as obras de Bartolomeu Spranger e de Hans Speckaert. Em 1578 já estava em Lisboa, e em 1583 foi nomeado pintor régio por Filipe I de Portugal (II de Espanha). Em 1582, dirigiu a decoração do tecto da igreja do Hospital Real de Todos-os-Santos, mas infelizmente essa obra se perdeu num incêndio ocorrido em 1601. Por volta de 1590, projectou um retábulo-mor para a igreja do Mosteiro de São Vicente de Fora, mas essa obra não chegou a ser realizada devido à morosidade de construção da igreja. Sobrevive desta empreitada um desenho preparatório, guardado no Gabinete de Desenhos do Museu Nacional de Arte Antiga. 
Uma obra importante de Venegas que ainda subsiste no local original é o retábulo da Igreja da Luz, em Carnide (Lisboa). As pinturas encontram-se inseridas num grande retábulo de madeira, em estilo maneirista, na capela-mor da igreja construída por Jerónimo de Ruão entre 1575 e 1590. Das oito telas do retábulo, realizadas por volta de 1590, quatro estão assinadas pelo artista, incluída a tela central, dedicada à Aparição de Nossa Senhora da Luz. As outras quatro telas são da autoria de Diogo Teixeira, parceiro habitual de Venegas. O facto de que este assinava suas obras é um sinal de sua afirmação como artista individual, algo típico do maneirismo mas relativamente pouco comum no Portugal da época.
Outra importante obra de Venegas é a pintura ilusionista do tecto de madeira da Igreja de São Roque de Lisboa, uma grande composição que combina arquitectura clássica fingida com diversos medalhões com imagens religiosas. A obra, realizada entre 1584 e 1590, foi terminada pelo pintor Amaro do Vale, autor dos medalhões. Outras obras de Venegas incluem uma Santa Maria Madalena na Igreja da Graça de Lisboa, pintada semidesnuda e carregada de sensualidade.
Morre em Lisboa, no ano de 1594, cumulado de honrarias.